# フリードリープ・フェルディナント・ルンゲ

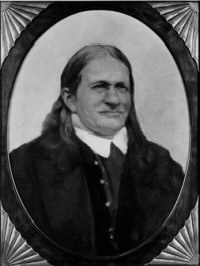
フリードリープ・フェルディナント・ルンゲ

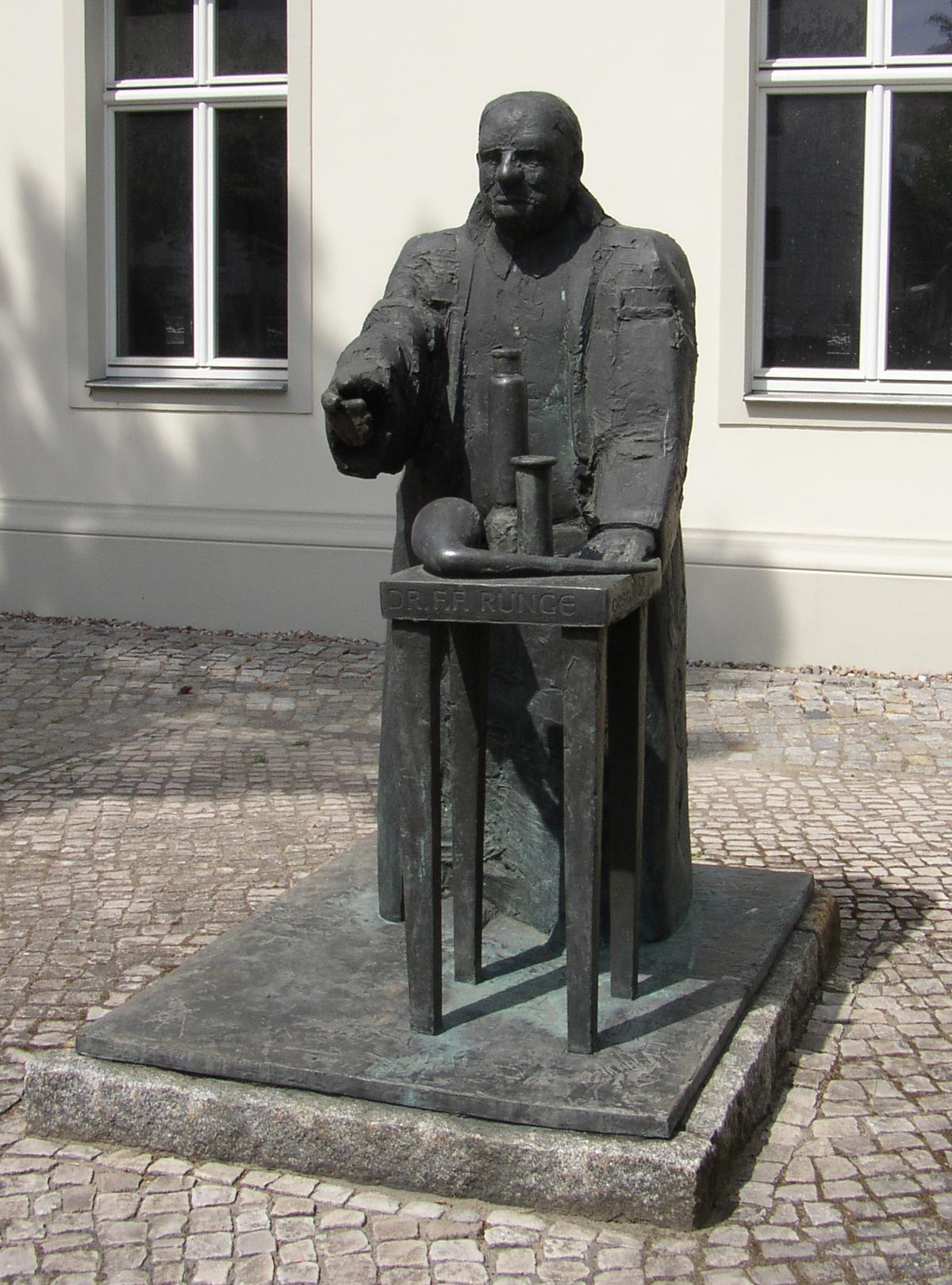
ルンゲが技術者として働いたオラニエンブルクにある記念像

フリードリープ・フェルディナント・ルンゲ（Friedlieb Ferdinand Runge、1794年2月8日 - 1867年3月25日）はドイツの化学者である。

## 略歴
ハンブルクのビルヴェルダー自治区(Hamburg-Billwerder)で生まれた。父親は牧師であったが、裕福でなく小学校を出た後働きに出て、1810年から1816年の間はリューベックで薬剤師として働いた後、ベルリン大学、ゲッティンゲン大学、イエナ大学で薬学を学んだ。その後イエナ大学で化学を学んで染料の研究で学位を得た。1819年に自然科学にも興味を持っていたゲーテに自らの実験結果をしめした所、ゲーテに示唆されて、数ヶ月後、コーヒーの成分、カフェインの単離に成功した。1826年にブレスラウ大学の講師となり、1828年に技術の非常勤教授となったが、1832年に大学をやめ、オラニエンブルクの化学工場で、工業化学者として働いた。
当時、コークスの製造時の副生物で、ほとんど廃棄されて、環境問題も起こしていたコールタールの有効利用の分野の研究で知られる。ルンゲがコールタールを蒸留して得た化合物に「キアノール」があり、これはウンフェルドルベンやフリッチェが植物染料（インディゴ）を処理して発見したアニリンと同じものであることが後にホフマンによって示された。その他にピロール、キノリン、フェノール、アウリンなどを得た。
その他のルンゲが発見した重要な化合物にはチモールや植物アルカロイドのアトロピンなどもある
。
ペーパークロマトグラフィーの発明者の一人であるともされる。ルンゲ反応に名前を残している。

## 著作
- Der Bildungstrieb der Stoffe. Veranschaulicht in selbstständig gewachsenen Bildern (Fortsetzung der Musterbilder), Selbstverlag, Oranienburg 1855